# فالجير لوندال فريريكسون
فالجير لوندال فريريكسون (بالإنجليزية: Valgeir Lunddal Friðriksson)‏ هو لاعب كرة قدم أيسلندي، من مواليد 24 سبتمبر 2001، يلعب في مركز ظهير أيمن لنادي هكن.

## روابط خارجية
- فالجير لوندال فريريكسون على موقع الاتحاد الأوربي (الإنجليزية)
- فالجير لوندال فريريكسون على موقع اتحاد السويد (السويدية)
- فالجير لوندال فريريكسون على موقع قاعدة بيانات كرة القدم.إي يو (الإنجليزية)
- فالجير لوندال فريريكسون على موقع Soccerbase.com (لاعب) (الإنجليزية)
- فالجير لوندال فريريكسون على موقع Soccerway.com (الإنجليزية)
- فالجير لوندال فريريكسون على موقع عالم كرة القدم.نت (الإنجليزية)